# آریزونا سان سایت (آریزونا)
آریزونا سان سایت (به انگلیسی: Arizona Sun Sites) یک منطقهٔ مسکونی در ایالات متحده آمریکا است که در آریزونا واقع شده‌است. آریزونا سان سایت ۱٬۵۸۳ متر بالاتر از سطح دریا واقع شده‌است.